# ABCD²-score
De ABCD²-score is een klinisch hulpmiddel om het risico op een CVA of cerebrovasculair accident in te schatten bij patiënten die een TIA of transiënte ischemische aanval doormaakten. Het is een score die typisch op de spoedgevallendienst wordt gebruikt. De score werd in 2007 in het medische tijdschrift The Lancet gepubliceerd. 
De score bestaat uit vijf criteria:
1. de leeftijd
2. de bloeddruk
3. de klinische kenmerken van de neurologische uitval (unilaterale zwakte, spraakstoornissen of nog andere)
4. de duur van de symptomen
5. bekend met diabetes

Afhankelijk van de resultaten worden patiënten ingedeeld in drie groepen met stijgend risico:
1. licht risico
2. matig risico
3. ernstig verhoogd risico

Afhankelijk van de groep waarin de patiënt werd ingedeeld, wordt adequate opvolging met aanvullende onderzoeken en het opstarten van medicatie voorzien.